# Антоній Шимановський
Антоній Ян Шимановський (пол. Antoni Jan Szymanowski, нар. 13 січня 1951, Томашув-Мазовецький) — колишній польський футболіст, що грав на позиції захисника. Після закінчення кар'єри — футбольний тренер.
Насамперед відомий виступами за клуб «Вісла» (Краків), а також національну збірну Польщі, разом з якою став Олімпійським чемпіоном 1972 року, бронзовим призером чемпіонату світу 1974 року, та срібним призером Олімпійських ігор 1976 року.

## Клубна кар'єра
У дорослому футболі дебютував 1968 року виступами за «Віслу» (Краків), в якій провів два сезони, взявши участь у 31 матчі чемпіонату.
Протягом 1970–1972 років захищав кольори столичної «Гвардії».
1972 року повернувся в «Віслу». Цього разу відіграв за команду з Кракова наступні шість сезонів своєї ігрової кар'єри. Більшість часу, проведеного у складі краківської «Вісли», був основним гравцем захисту команди. За цей час визнавався найкращим футболістом Польщі за версією журналу «Sport» 1975 року, а в 1978 році став чемпіоном Польщі.
Протягом 1978–1981 років знову захищав кольори «Гвардії».
Завершив професійну ігрову кар'єру у бульгійському «Брюгге», за яке виступав протягом 1981–1984 років.

## Виступи за збірну
1970 року дебютував в офіційних матчах у складі національної збірної Польщі. Протягом кар'єри у національній команді, яка тривала 11 років, провів у формі головної команди країни 82 матчі, забивши 1 гол.
У складі збірної Польщі Антоній Шимановський дебютував 22 липня 1970 року у зустрічі зі збірною Іраку. Двічі брав участь у чемпіонатах світу: в ФРН 1974 року, на якому поляки завоювали бронзові медалі, і в Аргентині 1978 року. Олімпійський чемпіон Ігор у Мюнхені та срібний призер Олімпіади в Монреалі.
Всього за збірну провів 82 матчі та забив 1 м'яч. .

## Тренерська кар'єра
Протягом 1985—1986 років був головний тренером «Краковії». Після того тренерською професією не займався.

## Досягнення
- Бронзовий призер чемпіонату світу: 1974
- Олімпійський чемпіон: 1972
- Срібний олімпійський призер: 1976
- Чемпіон Польщі: 1977/78

### Індивідуальні
- Член Клуба видатних гравців збірної Польщі
- Володар нагороди «Золотого Бутсу» в Польщі: 1975

## Приватне життя
Його молодший брат Хенрік — також футболіст, виступав за «Віслу» та збірну Польщі.